# Redmi K30
Redmi K30是小米集团旗下的子品牌Redmi（原红米手机系列）于北京时间2019年12月10日14时在中国北京小米科技园发布的智能手机系列，包含Redmi K30 4G和Redmi K30 5G两款机型。后续又追加了Redmi K30 5G的两个衍生机型Redmi K30 5G 极速版和Redmi K30i 5G。另有进阶版本Redmi K30 至尊纪念版、Redmi K30S 至尊纪念版、Redmi K30 Pro及Redmi K30 Pro变焦版，为Redmi K系列的第二代迭代机型系列。
Redmi K30 4G在印度市场以POCO X2的名义发布并销售。

## 简介
Redmi K30采用挖孔式前置双相机，6.67英寸（对角线）20:9比例的IPS屏幕，支持120Hz高刷新率，后置四摄像头，铝合金中框（外框为塑料）和玻璃机身，搭载近距離無線通訊（NFC）、红外遥控以及4500mAh电池。
全机型可选深海微光（蓝/紫色高亮玻璃后盖、蓝色哑光塑料外框）、紫玉幻境（浅紫色高亮/磨砂玻璃后盖、浅紫色哑光塑料外框）以及花影惊鸿（粉紫色高亮玻璃后盖、紫红色哑光塑料外框）三种颜色，5G版另有时光独白（白色磨砂玻璃后盖、银白色哑光塑料外框）版本可选。
2020年5月11日，Redmi为K30 5G版追加了极速版。这一版本取消了“花影惊鸿”配色，追加了采用AG雾面磨砂工艺后盖的薄荷冰蓝（淡青绿色磨砂玻璃后盖，浅青色哑光塑料外框）配色。屏幕、摄像模组等与K30 5G均相同。同年5月26日，Redmi又为K30 5G版追加了主摄像素略有缩水的衍生版本K30i 5G，这一版本同样取消了“花影惊鸿”配色，提供深海微光、时光独白、紫玉幻境及薄荷冰蓝四个配色。

### Redmi K30 4G
Redmi K30 4G搭载高通骁龙730G（SM7150-AB）处理器，单通道UFS2.1闪存，后置主相机采用6400万像素的索尼IMX686传感器，支持最高27W充电功率。提供6GB RAM+64GB ROM、6GB RAM+128GB ROM、8GB RAM+128GB ROM和8GB RAM+256GB ROM四种存储配置，售价分别为1599元人民币、1699元人民币、1899元人民币和2199元人民币。
2020年2月4日，Redmi K30 4G在印度市场以POCO X2的名义发布，不提供“紫玉幻境”配色，提供6GB RAM+64GB ROM、6GB RAM+128GB ROM和8GB RAM+256GB ROM三种存储配置，售价分别为15999印度卢比、16999印度卢比和19999印度卢比。

### Redmi K30 5G
Redmi K30 5G搭载高通骁龙765G（SM7250-AB）处理器，支持SA/NSA（独立/非独立组网）5G网络、双通道UFS2.1闪存，搭载双频GPS功能，支持最高30W的充电，微距摄像头由4G版本的200万像素升级为500万像素，其他规格与K30 4G大体相同。同样提供6GB RAM+64GB ROM、6GB RAM+128GB ROM、8GB RAM+128GB ROM和8GB RAM+256GB ROM四种存储配置，售价分别为1999元人民币、2299元人民币、2599元人民币和2899元人民币。

### Redmi K30 5G 极速版
2020年5月11日，Redmi在京东平台发布Redmi K30 5G的处理器提频版本Redmi K30 5G 极速版。这一版本仅将Redmi K30 5G上搭载的高通骁龙765G（SM7250-AB）替换为高通骁龙768G（SM7250-AC），处理器性能核心由2.4GHz提升至2.8GHz，其他参数和配置与K30 5G均相同。极速版仅提供6GB RAM+128GB ROM一个存储版本，仅在京东平台销售，售价为1999元人民币。经优惠后首销价格为1899元人民币。

### Redmi K30i 5G
2020年5月26日，Redmi又发布了Redmi K30 5G的第二个衍生版本Redmi K30i 5G。这一版本仅将Redmi K30 5G上采用的6400万像素主摄像传感器更换为4800万像素主摄像传感器，保留Redmi K30 5G上采用的800万像素广角传感器、500万像素微距传感器以及200万像素的景深传感器。K30i为Redmi针对中国通讯运营商中国移动推出的定制机型，但亦公开发售。销售初期，Redmi K30i仅提供6GB RAM+128GB ROM一个存储版本，机身颜色仅提供白、蓝两色，售价为1899元人民币，经优惠后首销价格为1799元人民币；2020年7月1日起，Redmi为Redmi K30i增加了8GB RAM+128GB ROM和8GB RAM+256GB ROM两个存储版本，并增加了紫、绿两款配色，上述两个新增存储版本的售价分别为1799和1999元人民币。

## 设计
Redmi K30系列均采用炫光镀膜的玻璃后盖，在白色（时光独白）和紫色（紫玉幻境）两款配色中采用了AG磨砂工艺。摄像头区域则全系采用了圆形的高光镀膜，小米称之为“明眸”设计。
由于搭载了LCD屏幕，前代K20系列的光学屏下指纹设计在K30系列上被放弃，转而采用集成在中框右侧的电源、电容指纹二合一按键。指纹按键区域做了一定的削平设计，方便指纹按压。

## 产品参数及功能差异
本条目所介绍的Redmi K30系列各款机型的机型参数及功能差异较大。具体见下表。
| 参数和功能项 \ 机型     | Redmi K30 4G                                                           | Redmi K30 5G | Redmi K30i 5G | Redmi K30 5G 极速版                                                 |
| ----------------------- | ---------------------------------------------------------------------- | --- | --- | ------------------------------------------------------------------- |
| 支持网络                | GSM/WCDMA/TD-SCDMA CDMA2000/TDD/FDD                                    | GSM/WCDMA/TDD/FDD/5G NR（SA/NSA） | GSM/WCDMA/TDD/FDD/5G NR（SA/NSA） | GSM/WCDMA/TDD/FDD/5G NR（SA/NSA）                                   |
| SoC                     | 高通骁龙730G （SM7150-AB）                                             | 高通骁龙765G （SM7250-AB） | 高通骁龙765G （SM7250-AB） | 高通骁龙768G （SM7250-AC）                                          |
| 运行内存（RAM）         | 6GB/8GB LPDDR4x 1866MHz                                                | 6GB/8GB LPDDR4x 2133MHz | 6GB/8GB LPDDR4x 2133MHz | 6GB LPDDR4x 2133MHz                                                 |
| 闪存存储（ROM）         | 64GB/128GB/256GB UFS 2.1 单通道读写                                    | 64GB/128GB/256GB UFS 2.1 双通道读写 | 128GB/256GB UFS 2.1 双通道读写 | 128GB UFS 2.1 双通道读写                                            |
| 记忆卡扩展              | 支持，与SIM卡1卡位互为与或卡位 最高支持256GB                           | 不支持 | 不支持 | 不支持                                                              |
| 屏幕                    | 6.67英寸 2400*1080 LCD屏幕 屏内双孔式前置相机区                        | 6.67英寸 2400*1080 LCD屏幕 屏内双孔式前置相机区                                                                                                 | 6.67英寸 2400*1080 LCD屏幕 屏内双孔式前置相机区                                                                                                 | 6.67英寸 2400*1080 LCD屏幕 屏内双孔式前置相机区                     |
| 前置相机组              | 2000万像素主摄 200万像素景深辅摄                                       | 2000万像素主摄 200万像素景深辅摄 | 2000万像素主摄 200万像素景深辅摄 | 2000万像素主摄 200万像素景深辅摄                                    |
| 后置相机组              | 6400万像素主摄 800万像素广角 200万像素微距 200万像素景深               | 6400万像素主摄 800万像素广角 500万像素微距 200万像素景深                                                                                        | 4800万像素主摄 800万像素广角 500万像素微距 200万像素景深                                                                                        | 6400万像素主摄 800万像素广角 500万像素微距 200万像素景深            |
| 充电功率                | 包装附带27W的电源适配器 支持最高27W充电（9V3A Max）                    | 包装附带30W的电源适配器 支持最高30W充电（10V3A Max）                                                                                            | 包装附带30W的电源适配器 支持最高30W充电（10V3A Max）                                                                                            | 包装附带30W的电源适配器 支持最高30W充电（10V3A Max）                |
| 电池容量                | 4500mah                                                                | 4500mah | 4500mah | 4500mah                                                             |
| 机身重量                | 208g                                                                   | 208g | 208g | 208g                                                                |
| 红外遥控                | 支持                                                                   | 支持 | 支持 | 支持                                                                |
| 多功能NFC               | 支持                                                                   | 支持 | 支持 | 支持                                                                |
| 網路頻段                |                                                                        | 5G: Sub6G: n41/n78 4G：FDD-LTE B1/3/5/7/8 TDD-LTE B34/B38/39/40/41 注：LTE B41（2496-2690 194MHz） 3G：WCDMA： B1/B2/B5/B8 2G：GSM：B2/B3/B5/B8 | 5G: Sub6G: n41/n78 4G：FDD-LTE B1/3/5/7/8 TDD-LTE B34/B38/39/40/41 注：LTE B41（2496-2690 194MHz） 3G：WCDMA： B1/B2/B5/B8 2G：GSM：B2/B3/B5/B8 |                                                                     |
| 机身配色                | 深海微光、紫玉幻境（高光） 花影惊鸿                                    | 深海微光、紫玉幻境（AG玻璃） 花影惊鸿、时光独白（AG玻璃）                                                                                       | 深海微光、时光独白（AG玻璃） 紫玉幻境（AG玻璃）、薄荷冰蓝（AG玻璃）                                                                             | 深海微光、时光独白（AG玻璃） 紫玉幻境（AG玻璃）、薄荷冰蓝（AG玻璃） |
| 发售时售价 （人民币元） | 1599（6GB/64GB） 1699（6GB/128GB） 1899（8GB/128GB） 2199（8GB/256GB） | 1999（6GB/64GB） 2299（6GB/128GB） 2599（8GB/128GB） 2899（8GB/256GB）                                                                          | 1899（6GB/128GB） 1799（8GB/128GB） 1999（8GB/256GB）                                                                                           | 1999（6GB/128GB）                                                   |

## 销售
Redmi K30的4G版本于北京时间2019年12月10日下午5时开启100元定金预售，并于2019年12月12日上午10时首批开售。Redmi K30 5G则由于备货问题，于2020年1月7日首批开卖，但仅提供6GB RAM+128GB ROM版本的“深海微光”一个配色可选。直至2020年1月25日，除8GB RAM+256GB ROM存储配置之外的全部配色才实现不限时开放购买。而因2019冠状病毒病疫情影响，Redmi K30 5G的8GB RAM+256GB ROM版本推迟至2020年2月24日10时才开启销售。
Redmi K30 5G极速版于北京时间2020年5月14日10时在京东商城开售，开售当天优惠人民币100元，并附赠原价99元的小米入耳式耳机。
Redmi K30i于北京时间5月28日10时在京东商城开启100元订金预订，参与预订的消费者可以1799元的价格购买，2020年6月1日起可支付尾款，2020年6月9日起陆续发货。
在印度市场，POCO X2将于2020年2月11日、12日中午在Flipkart首批开售，首发时价格将限时优惠1000卢比。

## 争议
- Redmi K30系列的摄像头区域由于设计了一圈高光镀膜，被网友吐槽其为“投币机”[7]。Redmi总经理卢伟冰也在发布会上对这一吐槽进行了调侃；
- Redmi K30 5G被网友在参数页扒出仅支持N41和N78两个5G频段，且取消支持CDMA 1X和CDMA2000，并取消支持了大量4G频段，引发网络热议，有网友质疑其低廉的售价是基于其网络制式阉割而实现的[8]。但也有一些数码博主表示，K30 5G所支持的5G频段已将中国国内近期采用的5G频段包括在内。在其生命周期内，基本不会存在搜索不到5G网络的情况[9]。而取消部分4G频段的原因，实为Redmi依照中国电信和中国移动的要求，在软件层面采取了屏蔽措施。